# Amfiteátrum-barlang
Az Amfiteátrum-barlang Magyarország fokozottan védett barlangjai közül az egyik. A Duna–Ipoly Nemzeti Parkban lévő Pilis hegységben található. A barlang eléri a nyugalmi karsztvízszintet. A hegységben két olyan barlang van, amely eléri a nyugalmi karsztvízszintet, a másik a Csókavári-barlang. Sokáig a Pilis hegység legmélyebb barlangjának tekintették. Az Amfiteátrum-kőfejtő 7 barlangja közül a leghosszabb és a legmélyebb barlang.

## Leírás
Üröm szélén, a település központjától D-re, a Péter-hegy Ny-i oldalán, a már nem művelt Amfiteátrum-kőfejtő (amelynek másik neve Csókavári-kőfejtő) bejárata után, a felső szint bal oldalán nyílik a barlang lezárt bejárata. Az Ürömi Tanösvény egyik állomása a kőfejtő. Az Amfiteátrum 7. sz. barlanggal szemben található a bejárata.
A barlang triász dachsteini mészkőben K–Ny irányú törésvonal mentén jött létre. 107 m tengerszint feletti magasságban eléri barlangi tóként a nyugalmi karsztvízszintet. Ez és a képződménygazdagsága teszik magyarországi viszonylatban jelentőssé. A barlang valószínűleg folytatódik a nyugalmi karsztvízszint alatt. Az ásványkiválásai változatosak, hófehér, korallszerű borsókövek, kristálypamacsok, függőcseppkövek, a falhoz mindössze egy ponton kötődő, olykor dió nagyságú, átlátszó kalcitgömbök figyelhetők meg benne.
Meredeken lejtő és függőleges hasadékaknákból áll. A kőfejtőben tárolt gázgyári veszélyes hulladék jelentős környezetkárosítást okozott levegőjének és vizének összetételében. A szén-dioxid koncentrációja magas, 2-4%, néha 6%, és bejárását ez is nehezíti. A Duna–Ipoly Nemzeti Park Igazgatóság engedélyével és elektromos lámpa használatával látogatható.
A 73,2 méter mély barlang sokáig a Pilis hegység legmélyebb barlangja volt. Később mélysége 73,2 m-ről 75 m-re változott a nyugalmi karsztvízszint csökkenése miatt. Üröm három fokozottan védett barlangja közül az egyik, a másik kettő a Róka-hegyi-barlang és az Ürömi-víznyelőbarlang.
Az Amfiteátrum 3. sz. barlang is le lett írva Amfiteátrum-barlang és Amfiteátrum barlang néven. Előfordul irodalmában I. sz. barlang (Horváth 1967), II. munkahely (Aradi 1966), Amfiteátrum 1. sz. barlang (Kárpát 2003), Amfiteátrum 1.sz. barlang (Bertalan 1976), Amfiteátrumi 1. sz. barlang (Kordos 1984), Csókavári 1. sz. barlang (Kárpát 2003), Csókavári 2. sz. munkahely (Kárpát 2003), Csókavári II. sz. munkahely (Kordos 1984), Csókavári II.sz. munkahely (Bertalan 1976), Sartory József hasadék-barlang (Keczely 1971), Sártory József-hasadékbarlang (Sartory Józsefről lett elnevezve) és Ürömi Amfiteátrum-barlang (Kárpát 1992) neveken is.

## Kutatástörténet
A Horváth János által 1967-ben készített és az Amfiteátrum kőfejtőt és barlangjait bemutató térképlapon jelölve van a barlang helyszínrajzon. A kőfejtő felső szintjének délkeleti oldalán helyezkedik el és látható a barlang alaprajz térképe és hosszmetszet térképe két keresztmetszettel. A térképlapon I. sz. barlang a neve és nem azonos a szintén térképezett Amfiteátrum barlanggal.
Az 1967. évi Karszt- és Barlangkutatási Tájékoztatóban az olvasható, hogy a Bányászati Kutató Intézet Denevér Barlangkutató Csoportja a kőfejtőben, két helyen próbált meg feltárni barlangot. A kőfejtő bejáratának bal oldalán volt a II. munkahely, amely az úttal egy szintben helyezkedett el. Ezen a munkahelyen lett feltárva az Amfiteátrum-barlang. Az 1970-es években a Ganz-Mávag SK Barlangkutató Csoport kutatta az akkor körülbelül 20 méter hosszú barlangot. 1971-ben a Ganz-Mávag SK Barlangkutató Csoport három tagja, Nagy Ferenc, Keczely György és Szabad Ilona mérték fel. Ebben az évben a felmérés alapján Nagy Ferenc szerkesztette meg és Keczely György rajzolta meg hosszmetszet térképét, amely 1:100 méretarányban készült.

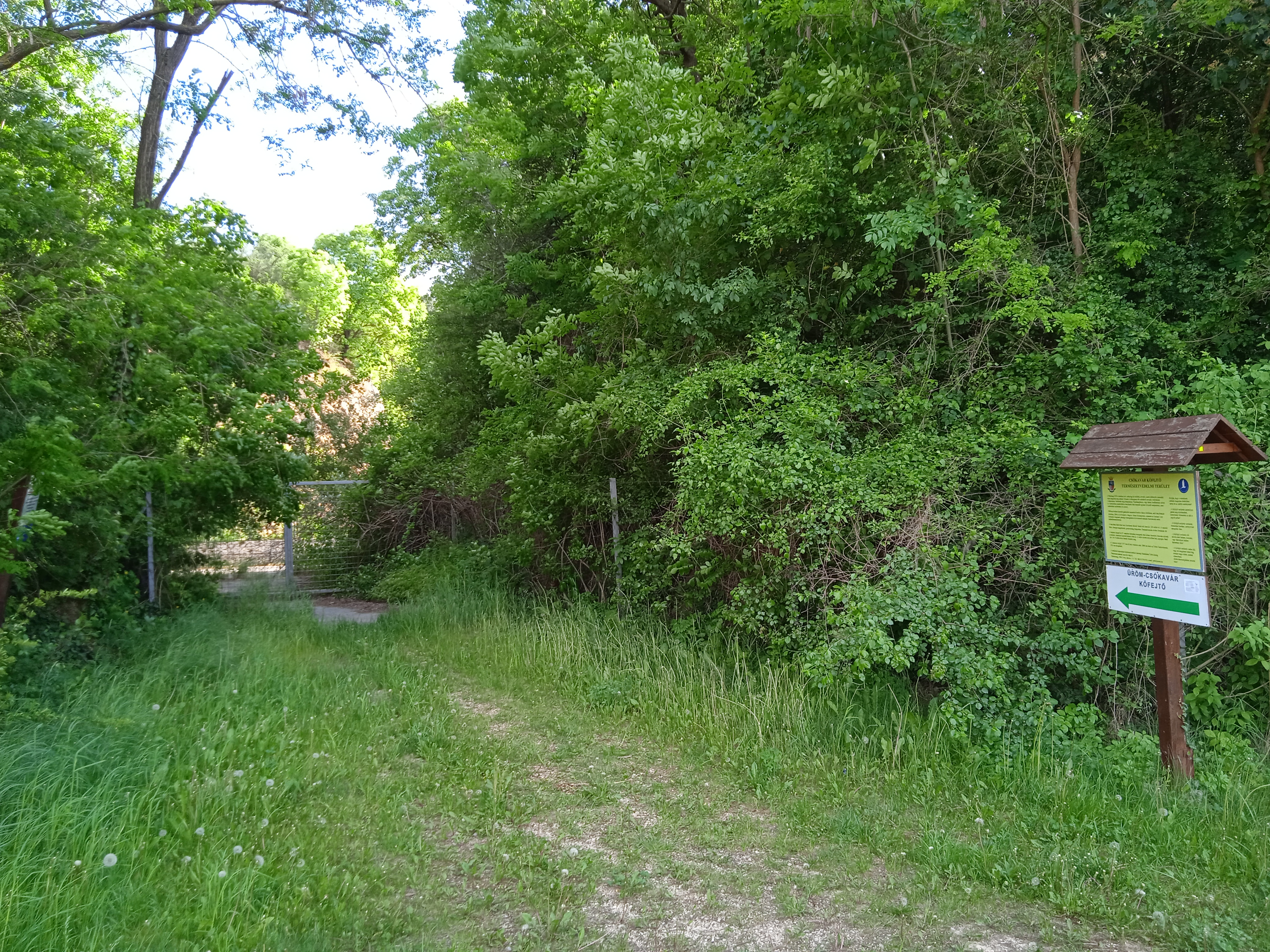
Az Amfiteátrum (Csókavár) kőfejtő bejárata

Az 1974-ben megjelent Pilis útikalauz című könyvben, a Pilis hegység és a Visegrádi-hegység barlangjainak jegyzékében (19–20. old.) meg van említve, hogy a Pilis hegység és a Visegrádi-hegység barlangjai között van az Amfiteátrum-barlangja. A Pilis hegység barlangjait leíró rész szerint az Ürömtől DK-re található félbehagyott, nagy amfiteátrumszerű kőfejtő alján van a bejárata egy kb. 20 m hosszú, minden bizonnyal hévizes kialakulású barlangnak, amely nagyon pusztul. Szűkek járatai, falain kalcitkristályok és borsókőszerű képződmények figyelhetők meg.
Az 1976-ban befejezett Magyarország barlangleltára című kéziratban az olvasható, hogy a Pilis hegységben, a Kevély-csoportban, Ürömön elhelyezkedő Amfiteátrum 1.sz. barlang másik neve Csókavári II.sz. munkahely. Az Ürömtől DDK-re 1 km-re lévő Amfiteátrum kőfejtő bejáratának bal oldalán van a bejárata. Az úttal azonos szinten található, széles, vízszintesre feltöltött hasadék talpán nyílik. Kb. 10 m hosszú és kb. 15 m mély. ÉK–DNy irányú, nagyon szűk hasadék, amelyben nagyon szép aragonitkristályok láthatók. Gázgyári salaklerakás miatt veszélyeztetve van. A kézirat barlangra vonatkozó része 2 irodalmi mű alapján lett írva. Az 1984-ben megjelent Magyarország barlangjai című könyv országos barlanglistájában szerepel a Pilis hegység barlangjai között a barlang Amfiteátrumi 1. sz. barlang néven Csókavári II. sz. munkahely névváltozattal. A listához kapcsolódóan látható a Dunazug-hegység barlangjainak földrajzi elhelyezkedését bemutató 1:500 000-es méretarányú térképen a barlang földrajzi elhelyezkedése.
Az Acheron Barlangkutató Szakosztály tagjai 1991-ben hosszát 250 méterre növelték a végponti szűkület rövid bontásával, amellyel mélysége 73,2 méter lett, valamint felmérték a barlangot és hossz-szelvény térképet rajzoltak. 1991-ben le lett zárva bejárata a magas szén-dioxid koncentráció miatt biztonsági okból. A szakosztály 1991. évi jelentésében látható egy helyszínrajz a Csókavárról és a rajzon jelölve van a barlang bejáratának helye. Az 1991. évi Karszt és Barlangban megjelent tájékoztatás szerint 300 méter hosszúságig és 80 méter mélységig tárták fel. 1991-ben a MÁFI Barlangkutató Csoport elkészítette a barlang és környékének földtani feldolgozását.

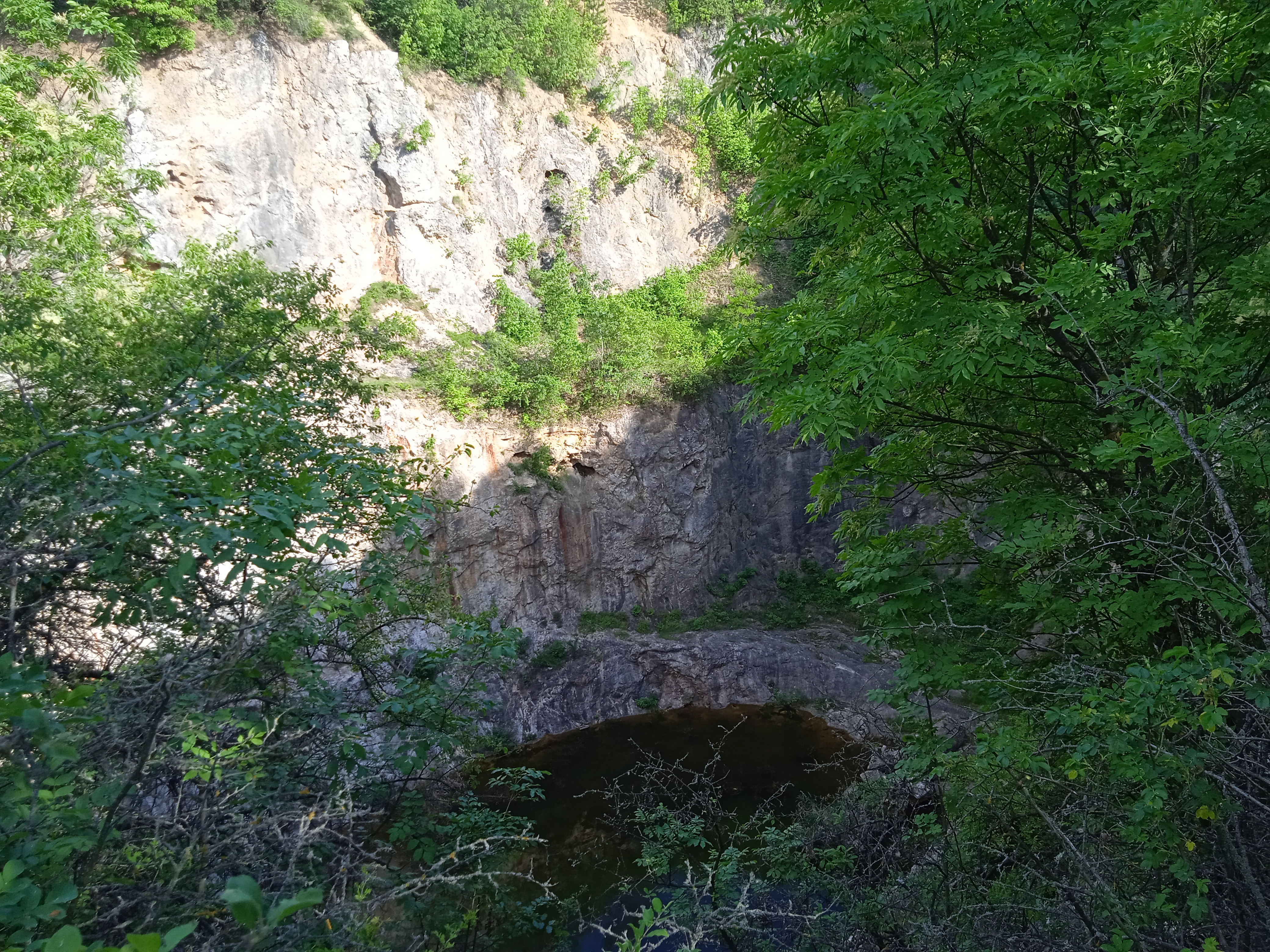
Az Amfiteátrum (Csókavár) kőfejtő felülről nézve

A Kárpát József által írt 1991. évi felsorolásában meg van említve, hogy az Amfiteátrum (Csókavár) 1.sz. barlang (Üröm) 240 m hosszú, 80 m mély, valamint a kézirat összeállításának idején kutatva volt. Az Amfiteátrum-barlang a Pilis hegység legmélyebb és 6. leghosszabb barlangja. Az 1992. évi MKBT Műsorfüzetben megjelent ismertetés szerint az 1991-ben térképezett, Pilisben található, 250 méter hosszú barlang az Acheron Barlangkutató Szakosztály által térképezett jelentősebb barlangok közül az egyik. 1993. április 8-tól a környezetvédelmi és területfejlesztési miniszter 12/1993. (III. 31.) KTM rendelete szerint a Pilis hegységben lévő Amfiteátrum-barlang fokozottan védett barlang.
1995-ben Szabó Zoltán szerkesztett és Kárpát József rajzolt hossz-szelvény térképet. 1996-ban a szakosztály rajzolt hossz-szelvény térképet, amelyen az Amfiteátrum 2. sz. barlang és a Porhintő-barlang hosszmetszet térképei is láthatók. Az 1997. januári állapotot bemutató, a Csókavárat ábrázoló helyszínrajzon, amelyet Regős József rajzolt meg van jelölve helye barlangjellel és I. sz. barlang felirattal. Az 1997. február 16-án kitöltött Amfiteátrum 2. sz. barlangról szóló nyilvántartólap szerint az Amfiteátrum 2. sz. barlang feltárása esetén az Amfiteátrum-barlangba lehetne jutni. 1997-ben Szabó Zoltán rajzolt 1:200 méretarányú, É–D irányú hossz-szelvény térképet. 1998. május 14-től a környezetvédelmi és területfejlesztési miniszter 13/1998. (V. 6.) KTM rendelete szerint a Duna–Ipoly Nemzeti Park Igazgatóság illetékességi területén, a Pilis hegységben található Amfiteátrum-barlang az igazgatóság engedélyével látogatható. Az 1998. évi MKBT Tájékoztatóban kiadott közlemény szerint a Plózer István Víz alatti Barlangkutató Szakosztály már jól ismerte a barlangot.
A 2000. évi Karsztfejlődésben lévő tanulmányban van egy ábra, amelyen látható a Pilis hegységben található néhány barlang és édesvízi mészkő előfordulás földrajzi elhelyezkedése. Az ábrán megfigyelhető, hogy az Amfiteátrum-barlang (a rajzon Amfiteátrun a neve) mekkora függőleges kiterjedésű és mekkora tszf. magasságban helyezkedik el. 2001. május 17-től a környezetvédelmi miniszter 13/2001. (V. 9.) KöM rendeletének értelmében a Pilis hegység területén lévő Amfiteátrum-barlang fokozottan védett barlang. Egyidejűleg a fokozottan védett barlangok körének megállapításáról szóló 1/1982. (III. 15.) OKTH rendelkezés hatályát veszti.
2002-ben az Ariadne Karszt- és Barlangkutató Egyesület készítette el alaprajz térképét és hossz-szelvény térképét. A térképek elkészítéséhez a barlangot Kovács Ádám, Kovács Jenő és Kovács Richárd mérték fel. A Kovács Jenő és Kovács Richárd által rajzolt és a barlangtani intézet megbízásából készített térképek szerint hossza 294 m, mélysége 73,2 m, alacsony vízszintnél 75 m. A 2003-ban kiadott Magyarország fokozottan védett barlangjai című könyvben található, Egri Csaba és Nyerges Attila által készített hosszúsági lista szerint a Pilis hegységben lévő és 4810-2 barlangkataszteri számú, 2002-ben 294 m hosszú Amfiteátrum-barlang Magyarország 79. leghosszabb barlangja 2002-ben. A könyvben található, Egri Csaba és Nyerges Attila által készített mélységi lista szerint a Pilis hegységben lévő és 4810-2 barlangkataszteri számú, 2002-ben 73 m mély Amfiteátrum-barlang Magyarország 47. legmélyebb barlangja 2002-ben.
A 2005-ben megjelent Magyar hegyisport és turista enciklopédia című kiadványban önálló szócikke van a barlangnak. A könyv szerint az Amfiteátrum-barlang a Pilis hegység legmélyebb barlangja. 1993 óta fokozott védelem alatt álló természeti érték. Üröm szélén, az Amfiteátrum kőfejtőben (Csókavári kőfejtőben), 180 m tszf. magasságban van a bejárata. Triász mészkőben, K–Ny irányú törésvonal mentén keletkezett a hasadékrendszer. Falait borsókövek, tűs aragonitcsoportok és különleges korallszerű képződmények díszítik. Az 1970-es években történt kőfejtéskor megnyílt, s az 1991. évi feltárások eredményeként 300 m hosszúságig és 73 m mélységig bejárt barlang mélypontja, a Pilis hegységben egyedülálló módon eléri a karsztvízszintet. Vizének és levegőjének összetételében a kőbányában elhelyezett hulladék jelentős környezetkárosítást idézett elő, melynek folyamatban van elhárítása. 1991-től nem látogatható a lezárt barlang a szén-dioxid 2–4%-os koncentrációja miatt, biztonsági okokból. Az Acheron Barlangkutató Szakosztály egyik legjelentősebb feltárása az Amfiteátrum-barlang (200 m).
2005. szeptember 1-től a környezetvédelmi és vízügyi miniszter 22/2005. (VIII. 31.) KvVM rendelete szerint a Duna–Ipoly Nemzeti Park Igazgatóság működési területén, a Pilis hegységben található Amfiteátrum-barlang a felügyelőség engedélyével látogatható. 2005. szeptember 1-től a környezetvédelmi és vízügyi miniszter 23/2005. (VIII. 31.) KvVM rendelete szerint a Pilis hegységben lévő Amfiteátrum-barlang fokozottan védett barlang. 2007. március 8-tól a környezetvédelmi és vízügyi miniszter 3/2007. (I. 22.) KvVM rendelete szerint a Duna–Ipoly Nemzeti Park Igazgatóság működési területén lévő Pilis hegységben elhelyezkedő Amfiteátrum-barlang az igazgatóság engedélyével tekinthető meg.
A 2011. évi Karszt és Barlangban napvilágot látott tanulmányban az van írva, hogy a kőbányában kőfejtéskor megnyílt barlangok közül a legtöbb triász mészkőben keletkezett. A valószínűleg a miocénban történt vulkáni tevékenységkor elkezdődött, hidrotermális folyamatok miatt üregesedés és kalcitkiválás történt a hasadékok mentén. Ezt tektonikai mozgások követték, amelyeknek nyomai sok barlangban megtalálhatók. Majd megint hévizes feláramlások történtek, amelyeknek következménye megint üregesedés lett és emiatt jött létre a kőfejtő sok ürege. A kőbányában hét barlang található, amelyek közül a legjelentősebb a Csókavári-barlang és az Amfiteátrum-barlang, amely nem ugyanaz a barlang, mint amely az 1960-as években Amfiteátrum-barlang néven volt ismert. A barlang eléri a karsztvíz szintjét és valószínűleg folytatódik a karsztvízszint alatt.
A 2013. évi Karsztfejlődés című kiadványban az jelent meg, hogy Magyarországon talán Üröm az egyetlen olyan község, amelynek a határában három fokozottan védett barlang is van, az Amfiteátrum-barlang, a Róka-hegyi-barlang és az Ürömi-víznyelőbarlang. A Csókavári-kőfejtő oldalában tucatnyi kis barlangot tárt fel a kőbányászat. Mindegyik barlang termálkarsztos, azaz hipogén barlang, ezért szerteágazó járataikra semmi nem utal a felszínen. A bányászat előtt nem volt senkinek tudomása egyik barlangról sem. A barlangoknak a felfedezés, a feltárás sorrendjében adtak sorszámot. Külön nevet kapott a három legnagyobb barlang, az Amfiteátrum-barlang, a Csókavári-barlang és a Porhintő-barlang a sorszámon kívül. A kőfejtő összes barlangjának van barlangkataszteri száma.
2013. július 19-től a vidékfejlesztési miniszter 58/2013. (VII. 11.) VM rendelete szerint az Amfiteátrum-barlang (Pilis hegység, Duna–Ipoly Nemzeti Park Igazgatóság működési területe) az igazgatóság hozzájárulásával látogatható. 2015. november 3-tól a földművelésügyi miniszter 66/2015. (X. 26.) FM rendelete szerint az Amfiteátrum-barlang (Pilis hegység) fokozottan védett barlang. 2021. május 10-től az agrárminiszter 17/2021. (IV. 9.) AM rendelete szerint az Amfiteátrum-barlang (Pilis hegység, Duna–Ipoly Nemzeti Park Igazgatóság működési területe) az igazgatóság engedélyével látogatható. A 13/1998. (V. 6.) KTM rendelet egyidejűleg hatályát veszti.